# Barcelona Sporting Club 1989
Questa voce raccoglie le informazioni riguardanti il Barcelona Sporting Club nelle competizioni ufficiali della stagione 1989.

## Stagione
Brindisi sceglie Morales come portiere titolare; tra i difensori spiccano Quiñónez, Quinteros e Montanero. A centrocampo Galo Vásquez affianca Janio Pinto e Marcelo Hurtado. Argüello e Uquillas sono i due attaccanti. Nella prima fase della Serie A il Barcelona si classifica secondo, due punti dietro all'El Nacional di Quito. Passato così alla fase finale, raggiunge il terzo posto nel gruppo 2 della seconda fase. Nel girone conclusivo risulta determinante il punto bonus, ottenuto nella prima fase, che permette al club di superare l'Emelec (13,5 punti, contro i 14 del Barcelona) e di vincere il titolo di campione d'Ecuador.

## Maglie e sponsor
Lo sponsor ufficiale è Coca-Cola.
| Casa | Trasferta |

## Rosa
| N. |                    | Ruolo | Calciatore      |
| -- | ------------------ | ----- | --------------- |
|    | Ecuador (bandiera) | P     | Walter Guerrero |
|    | Ecuador (bandiera) | P     | Carlos Morales  |
|    | Ecuador (bandiera) | D     | Claudio Alcívar |
|    | Ecuador (bandiera) | D     | Frank Granja    |
|    | Ecuador (bandiera) | D     | Julio Guzmán    |
|    | Ecuador (bandiera) | D     | Jimmy Izquierdo |
|    | Ecuador (bandiera) | D     | Pablo Martínez  |
|    | Ecuador (bandiera) | D     | Jimmy Montanero |
|    | Ecuador (bandiera) | D     | Raúl Noriega    |
|    | Ecuador (bandiera) | D     | Johnny Proaño   |
|    | Ecuador (bandiera) | D     | Hólger Quiñónez |
|    | Ecuador (bandiera) | C     | Tulio Quinteros |
|    | Ecuador (bandiera) | C     | José Gavica     |

| N. |                    | Ruolo | Calciatore            |
| -- | ------------------ | ----- | --------------------- |
|    | Ecuador (bandiera) | C     | Marcelo Hurtado       |
|    | Brasile (bandiera) | C     | Janio Pinto           |
|    | Ecuador (bandiera) | C     | José Muñoz            |
|    | Ecuador (bandiera) | C     | Eduardo Smith         |
|    | Ecuador (bandiera) | C     | Galo Vásquez          |
|    | Ecuador (bandiera) | A     | Mauricio Argüello     |
|    | Brasile (bandiera) | A     | Aldomário Bittencourt |
|    | Ecuador (bandiera) | A     | Jimmy Jiménez         |
|    | Brasile (bandiera) | A     | Magú                  |
|    | Ecuador (bandiera) | A     | Luis Ordóñez          |
|    | Ecuador (bandiera) | A     | Manuel Uquillas       |
|    | Ecuador (bandiera) | A     | Carlos Valencia       |

## Statistiche

### Statistiche di squadra
| Competizione | Punti | Totale | Totale | Totale | Totale | Totale | Totale |
| Competizione | Punti | G      | V      | N      | P      | Gf     | Gs     |
| ------------ | ----- | ------ | ------ | ------ | ------ | ------ | ------ |
| Serie A      | 52    | 42     | 17     | 17     | 8      | 54     | 36     |
| Totale       | 52    | 42     | 17     | 17     | 8      | 54     | 36     |